# Fuerzas Unidas por Nuestros Desaparecidos en Nuevo León
Fuerzas Unidas por Nuestros Desaparecidos en Nuevo León (FUNDENL) es una organización no gubernamental fundada en 2012 en el estado de Nuevo León, México. Su objetivo principal es la búsqueda y localización de víctimas de desaparición forzada o por particulares, así como promover y apoyar la defensa, promoción y respeto de los derechos humanos. La FUNDENL está formada por familiares de personas desaparecidas, personas que realizan acompañamiento solidario o activistas que se identifican con la problemática.

## Descripción general

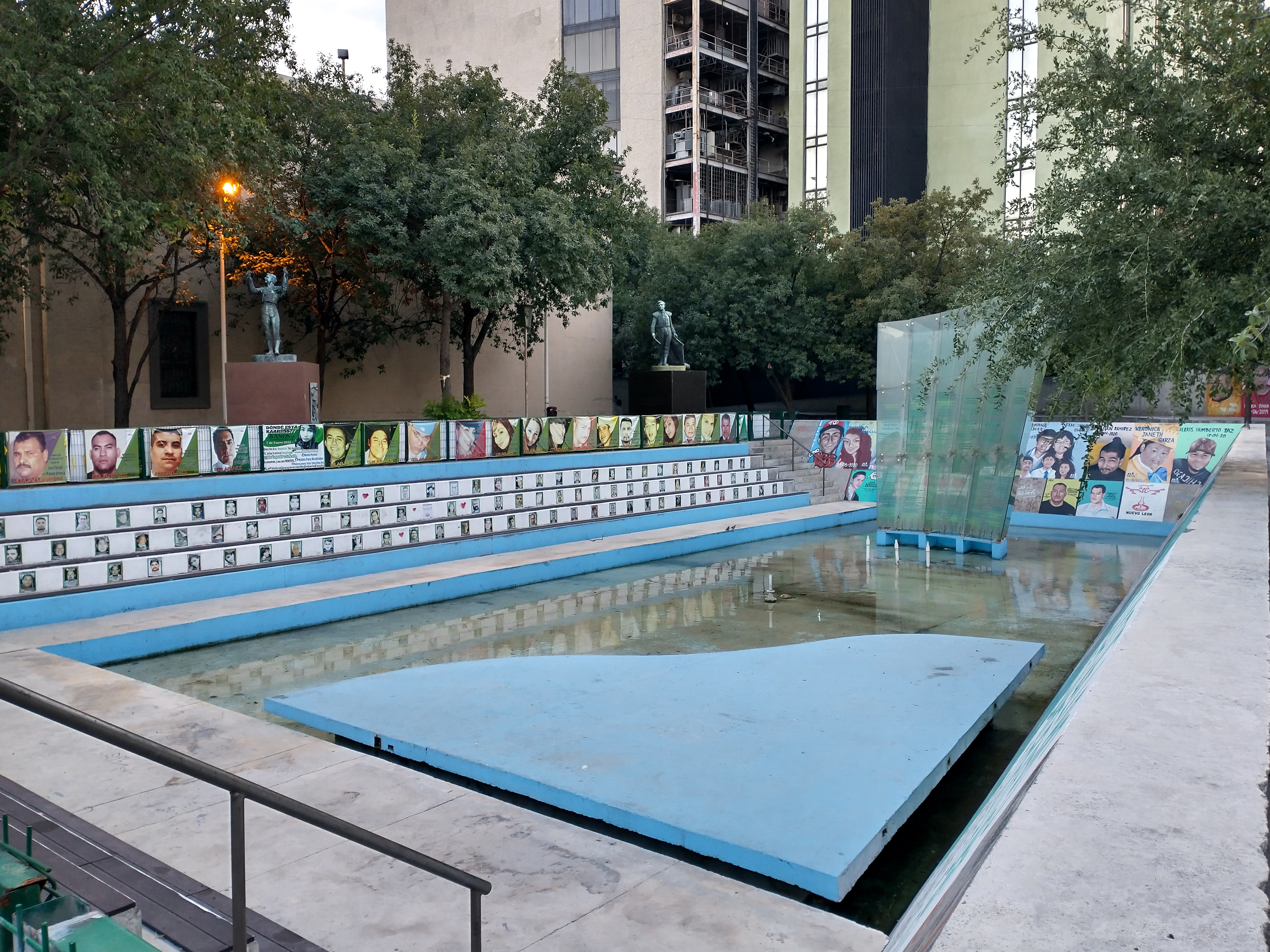
La Plaza de los Desaparecidos.

La organización comenzó con dos madres de personas desaparecidas que agotaron los recursos institucionales para buscar a sus hijos; junto con activistas solidarios, reunieron a más familias para buscar a sus familiares y seres queridos por sus propios medios. Su lema principal es «Porque vivos se los llevaron, y vivos los queremos».
FUNDENL, además de realizar labores de búsqueda, cuenta con un registro de personas desaparecidas en Nuevo León y otros estados del país; participa en encuentros nacionales sobre el tema; denuncia casos de desaparición en espacios públicos; publica artículos para difundir su lucha y comunicar el problema a nivel nacional e internacional. Entre las actividades y actos de memoria colectiva que se han realizado se encuentra Bordados por la Paz en Nuevo León, entre otras prácticas artísticas. La sensibilización sobre la desaparición forzada también forma parte de la labor de incidencia de la ONG. Esto se debe a que las personas desaparecidas son estigmatizadas y criminalizadas por la sociedad. FUNDENL ha lanzado campañas en redes sociales para concienciar a la ciudadanía de que la desaparición es más común de lo que se cree.
Los miembros de FUNDENL realizaron prácticas de memoria mediante la apropiación y rediseño de un espacio público en la ciudad de Monterrey, conocido como La Plaza de la Transparencia. En ese lugar había un monumento de metal y vidrio donde comenzaron a colocar los nombres de sus familiares desaparecidos con la intención de que, a su regreso, sus propios familiares los borraran del monumento. Hoy en día, este lugar se conoce como "La Plaza de los Desaparecidos" y el monumento se transformó en un espacio para su memoria.
Entre sus acciones de incidencia internacional se encuentra la lucha de una de las integrantes y fundadoras, Irma Leticia Hidalgo, madre de Roy Rivera Hidalgo, quien se encuentra desaparecido desde el 11 de enero de 2011. Ella llevó su caso ante el Comité de Derechos Humanos de la ONU, el cual reconoció que el Estado mexicano «no demostró que la investigación sobre la desaparición de Roy Rivera Hidalgo se hubiera llevado a cabo con la debida diligencia». Asimismo, el Comité consideró que Leticia Hidalgo «ha fundamentado suficientemente sus alegaciones y que la Fiscalía del Estado no ha refutado debidamente que la desaparición sea atribuible al Estado».